# Primarias del Partido Republicano de 2012 en Nuevo Hampshire
Las Primarias del Partido Republicano de 2012 en Nuevo Hampshire se desarrollaron el 10 de enero de 2012. Las primarias del Partido Republicano son una elección primaria, con delegados otorgados proporcionalmente por votos para elegir al candidato del partido Republicano para las elecciones presidenciales de Estados Unidos de 2012. Históricamente Nuevo Hampshire es el primer estado en el país en celebrar las primarias presidenciales, pero fue forzado a mover su fecha, porque Iowa, uno de los primeros estados en celebrar las primarias, decidió cambiar la fecha de su asamblea más temprana al 3 de enero de 2012. En el estado de Nuevo Hampshire estuvieron en disputa 12 delegados en la cual fueron asignados proporcionalmente al número de votos de cada candidato, en el que Mitt Romney resultó ser ganador con 7 delegados, seguido por Ron Paul con 3.

## Elecciones

### Campaña
El exgobernador de Massachusetts Mitt Romney, el congresista por Texas Ron Paul, el exgobernador de Utah Jon Huntsman,  el ex portavoz de la Cámara Newt Gingrich y exsenador de Pensilvania Rick Santorum dieron una fuerte campaña para las primarias de Nuevo Hampshire. 
Varios debates televisados tuvieron lugar en Nuevo Hampshire el 7 de enero de 2012 en ABC News, y el 8 de enero en el programa de NBC Meet the Press. Los principales candidatos republicanos atendieron ambos debates.

### Resultados
| Primarias de Nuevo Hampshire de 2012 | Primarias de Nuevo Hampshire de 2012 | Primarias de Nuevo Hampshire de 2012 | Primarias de Nuevo Hampshire de 2012 | Primarias de Nuevo Hampshire de 2012 | Primarias de Nuevo Hampshire de 2012 |
| Candidato                            | Votos                                | Porcentaje                           | Delegados                            | Delegados                            | Delegados                            |
| Candidato                            | Votos                                | Porcentaje                           | FOX                                  | CNN                                  | MSNBC                                |
| ------------------------------------ | ------------------------------------ | ------------------------------------ | ------------------------------------ | ------------------------------------ | ------------------------------------ |
| Mitt Romney                          | 97,532                               | 39.25%                               | 7                                    | 7                                    | 7                                    |
| Ron Paul                             | 56,848                               | 22.88%                               | 3                                    | 3                                    | 3                                    |
| Jon Huntsman                         | 41,945                               | 16.88%                               | 2                                    | 2                                    | 2                                    |
| Newt Gingrich                        | 23,411                               | 9.42%                                | 0                                    | 0                                    | 0                                    |
| Rick Santorum                        | 23,362                               | 9.40%                                | 0                                    | 0                                    | 0                                    |
| Rick Perry                           | 1,766                                | 0.71%                                | 0                                    | 0                                    | 0                                    |
| Buddy Roemer                         | 945                                  | 0.38%                                | 0                                    | 0                                    | 0                                    |
| Michele Bachmann                     | 349                                  | 0.14%                                | 0                                    | 0                                    | 0                                    |
| Fred Karger                          | 346                                  | 0.13%                                | 0                                    | 0                                    | 0                                    |
| Kevin Rubash                         | 250                                  | 0.10%                                | 0                                    | 0                                    | 0                                    |
| Gary Johnson                         | 181                                  | 0.07%                                | 0                                    | 0                                    | 0                                    |
| Herman Cain                          | 160                                  | 0.06%                                | 0                                    | 0                                    | 0                                    |
| Jeff Lawman                          | 125                                  | 0.05%                                | 0                                    | 0                                    | 0                                    |
| Christopher Hill                     | 105                                  | 0.04%                                | 0                                    | 0                                    | 0                                    |
| Otros*                               | 1160                                 | 0.40%                                | 0                                    | 0                                    | 0                                    |
| Delegados no proyectados:            | Delegados no proyectados:            | Delegados no proyectados:            | 0                                    | 0                                    | 0                                    |
| Total:                               | 248,485                              | 100.0%                               | 12                                   | 12                                   | 12                                   |

- Otros incluye a otros candidatos con menos de 100 votos.